# Víctor Manuel Fernández
Víctor Manuel ("Tucho") Fernández (Alcira Gigena, 18 juli 1962) is een Argentijns geestelijke en een aartsbisschop van de Rooms-Katholieke Kerk, werkzaam voor de Romeinse Curie.
Fernández studeerde filosofie en theologie aan het grootseminarie van Córdoba. Hij werd op 15 augustus 1986 priester gewijd. Vervolgens studeerde hij theologie aan de pauselijke Gregoriaanse universiteit in Rome, waar hij in 1988 afstudeerde. In 1990 promoveerde hij aan de Universidad Católica Argentina in Buenos Aires. 
Fernández was in 1990 oprichter en rector (1990-1993) van de faculteit van Heilige Wetenschap en Filosofie aan de Nationale Universiteit van Río Cuarto. Van 1993 tot 2000 was hij als priester werkzaam in parochiale functies. Hij was nadien hoogleraar aan de Universidad Católica Argentina, waar hij in 2011 benoemd werd als rector magnificus. Op 13 mei 2013 werd hij benoemd tot titulair aartsbisschop van Tiburnia; zijn bisschopswijding vond plaats op 15 juni 2013. Hij werd op 2 juni 2018 benoemd tot aartsbisschop van La Plata. 
Op 1 juli 2023 werd Fernández benoemd tot prefect van de dicasterie voor de Geloofsleer (effectief op 15 september 2023).
Tijdens het consistorie van 30 september 2023 werd Fernandez kardinaal gecreëerd.
- Biblioteca Nacional de España: XX853906
- Bibliothèque nationale de France: cb16759188x (data)
- Gemeinsame Normdatei: 1056568283
- International Standard Name Identifier: 0000 0000 7827 6665
- Library of Congress Control Number: n2006072361
- Nationale Bibliotheek van Tsjechië: xx0223664
- Nationale Bibliotheek van Polen: a0000003293917
- Istituto Centrale per il Catalogo Unico: UBOV148398
- Système universitaire de documentation: 180896636
- Virtual International Authority File: 87690112
- WorldCat: E39PBJhdfg6FbtXqj97qcKK68C